# Robert Brayton
Robert King Brayton, né le 23 octobre 1933 à Des Moines (Iowa) et mort le 10 janvier 2025,, est un informaticien américain. Il est connu pour des recherches et développements en synthèse logique.

## Carrière
Brayton a obtenu un baccalauréat (BSEE) en génie électrique à l'université d'État de l'Iowa en 1956. Il est ensuite ingénieur chez Remington Rand en 1956/57. De 1952 à 1961, il est assistant de recherche en intelligence artificielle au Massachusetts Institute of Technology, où il obtient un doctorat en mathématiques Ph. D. sous la direction de Norman Levinson en 1961 (On the Asymptotic Behaviour of the Number of Trials Necessary to Complete a Set with Random Selection). Il travaille ensuite comme mathématicien au Thomas J. Watson Research Center d'IBM, où dirige à partir de 1963 le groupe Équations différentielles et analyse numérique;  il est directeur adjoint du département de mathématiques en 1971/72. De 1981 à 1985, il dirige le groupe Logic design. À partir de 1985, il est professeur invité et, à partir de 1987, professeur de génie électrique à l'université de Californie à Berkeley.
Il a publié en synthèse logique, sur les méthodes de vérification formelle, la simulation et l'optimisation des circuits électriques et l'analyse des réseaux non linéaires.

## Distinctions
Il est fellow de l'IEEE, membre de l'Académie nationale d'ingénierie des États-Unis et de l'Association américaine pour l'avancement des sciences.
En 2006, il a reçu le prix Paris-Kanellakis, en 2007 le Phil Kaufman Award (en) et en 2006 le prix IEEE Emanuel R. Piore. En 1992, il a reçu le  IEEE Charles A. Desoer Technical Achievement Award  et en 2000 la CASS médaille du millénaire de l'IEEE et la CASS Golden Jubilee Medal.

## Publications (sélection)
- avec Gary D. Hachtel et Alberto L. Sangiovanni-Vincentelli, « Multilevel logic synthesis », Proc. IEEE, vol. 78,‎ 1990, p. 264-300.
- avec Gary D. Hachtel, Curtis T. McMullen et Alberto L. Sangiovanni-Vincentelli, Logic Minimization Algorithms for VLSI Synthesis, Boston, Kluwer Academic Publishers, coll. « The Kluwer International Series in Engineering and Computer Science » (no 2), 1984, 193 p. (ISBN 978-1-4612-9784-0).
- avec Alberto L. Sangiovanni-Vincentelli et Rajeev Murgai, Logic synthesis for field programmable gate arrays, Boston, Kluwer Academic Publishers, 1995.
- avec Robert Spence, Sensitivity and Optimization, Elsevier, 1980.
- avec K. C. Lam, Timed Boolean functions - a unified formalism for exact timing analysis, Kluwer, coll. « The Kluwer international series in engineering and computer science » (no 270), 1994, xx + 273 (ISBN 978-0-7923-9454-9).